# Alfie
"Alfie" je drugi dio duplog A-singla koji je objavljen 5. svibnja 2007. kao četvrti singl britanske kantautorice Lily Allen s njenog debitantskog albuma Alright, Still.

## O pjesmi
Pjesma govori o njenom bratu Alfieju. U Japanu je izdan EP koji sadrži 6 pjesama i 3 spota dospio je na 154. mjesto tamnošnje top liste albuma.

## Top liste
| Topliste (2007.) | Najviša pozicija |
| ---------------- | ---------------- |
| Irska            | 31               |
| Novi Zeland      | 15               |
| UK               | 15               |
| Japan 1          | 226              |

1 "Alfie" kao EP

## Videospot
Video počinje kada Lily u kuhinji kuha čaj za svog brata Alfieja (Alfie je u spotu lutka) te mu ga odnese u njegovu sobu. Zatim mu glača odjeću i traži i nađe posao. Ona mu pomaže oko svega, a on je ne sluša i nepristojan je prema njoj. Uhvati ga kako iz hladnjaka krade pivo, a ona jednostavo samo zatvori hladnjak. Video je objavljen na iTunesu 8. svibnja 2007.

## Popis pjesama

### CD singl
1. "Shame for You"
2. "Alfie"

### 7" singl
1. "Shame for You"
2. "Alfie"

### Digitalni download
1. "Shame for You"
2. "Shame for You" (uživo)
3. "Alfie"
4. "Alfie" (CSS remix)
5. "Alfie" (uživol)

### Japanski EP
1. "Alfie"
2. "Smile"
3. "Everybody's Changing"
4. "Nan You're A Window Shopper"
5. "Alfie" (CSS remix)
6. "Smile" (Mark Ronson remix)
7. "Alfie" (Spot)
8. "LDN" (Spot)
9. "Littlest Things" (Spot)